# حارة اليرموك (صنعاء)

تعديل مصدري - تعديل

حارة اليرموك هي إحدى حارات حي معين بمديرية معين إحد مديريات العاصمة اليمنية صنعاء، بلغ تعداد سكانها 3613 نسمة حسب تعداد اليمن لعام 2004.